# Song Xiuyan
Song Xiuyan (chiń. 宋秀岩; pinyin Sòng Xiùyán; ur. w październiku 1955) – chińska działaczka państwowa. 
Pochodzi z Liaoyang w prowincji Liaoning. Od 1978 roku członek Komunistycznej Partii Chin.
W 2004 roku została wicegubernatorem prowincji Qinghai, następnie w latach 2004-2005 pełniła funkcję p.o. gubernatora. Od 2005 do 2010 roku była gubernatorem tej prowincji, jako druga w historii Chińskiej Republiki Ludowej kobieta-gubernator (poprzednio w latach 80. Gu Xiulian była gubernatorem Jiangsu).
Od 2007 roku jest członkiem Komtietu Centralnego KPCh.